# Sommet de Zermatt
 (février 2011).
Le Sommet de Zermatt (en anglais Zermatt Summit) est un séminaire international organisé par la fondation suisse Zermatt Summit foundation, organisation à but non lucratif basée à Zermatt dans le canton du Valais.  

## Description
Créé en 2010, le Zermatt Summit a lieu chaque année au mois de juin dans la station valaisanne du même nom des Alpes suisses, au pied du Cervin. Privilégiant la convivialité et réunissant un nombre limité de participants, il invite à se rencontrer des  personnalités de premier plan, venant  du monde entier et issus de différents univers : entreprise, politique, université, religion, ONG, media, etc. Il constitue une plate-forme de réflexion et d’échanges permettant aux participants de s’interroger sur les voies et moyens pour parvenir rapidement à une forme plus humaine de mondialisation, qui soit écologique et socialement responsable.
L’objectif du Zermatt Summit est d’explorer et de formuler des recommandations pour faire face aux différents défis rencontrés aujourd’hui par l’humanité et de participer à l’élaboration d’un monde meilleur. La personne humaine doit être replacée au centre du processus de mondialisation. Cela n’est possible que si la finance se met au service de l’économie et qu’à son tour l’économie se mette au service du Bien Commun, celui-ci s’attachant aussi à porter son attention aux personnes, particulièrement aux plus démunis et aux exclus, en leur offrant des perspectives plus favorables.[réf. nécessaire]
Le Zermatt Summit est organisé par la Fondation Zermatt Summit, une fondation à but non lucratif, qui ne défend aucun intérêt politique, partisan ou national. Elle réunit des personnalités qui partagent la vision d’une forme de mondialisation plus humaine et plus juste véritablement au service du Bien commun. Elle souhaite contribuer à l’émergence d’une nouvelle génération de leaders partageant cette vision et s’engageant à appliquer les recommandations du Zermatt Summit dans leurs milieux respectifs.

## Organisation
La Fondation Zermatt Summit est dirigée par un  Conseil d’Administration et est  entourée par un réseau, le Zermatt Summit Advisors’Network.
Le Conseil d’administration de la Fondation est composé des personnalités suivantes :
- Christopher Wasserman - Président, président de TeroLab Surface Group et de la fondation Ecophilos,
- Nicolas Michel – Vice-président, professeur à l’Institut de hautes études internationales et du développement (HEI) de Genève, et ancien Secrétaire général du département juridique de l’ONU,
- l’Archiduc Rudolf d’Autriche, de Habsbourg-Lorraine, fondateur de Triple A gestion S.A.,
- Père Nicolas Buttet, fondateur de la Fraternité Eucharistein et de l’Institut européen Philanthropos,
- Jean-René Fournier, membre du Parlement suisse (Conseil des États) et ancien Président du Conseil d’État valaisan,
- Theodore Roosevelt Malloch, PDG de The Roosevelt Group,
- Antonin Pujos, président du Club Recherche de l’Institut français des administrateurs (IFA).

L’Advisors’Network est composé de leaders du monde entiers et d’experts reconnus. Son rôle est de conseiller le Zermatt Summit dans son approche de la question de la mondialisation, de participer à la définition des orientations et des thématiques choisies par le Zermatt Summit et de contribuer à l’identification et à la sélection d’intervenants de très haut niveau.